# Jenny Lind, Kalifornien
Jenny Lind är ett kommunfritt område i Calaveras County i Kalifornien i USA.
Platsen ligger norr om Calaverasfloden, Jenny Lind var en gruvort så tidigt som 1849. 1864 uppgick folkmängden till över 400, hälften av dem var kineser. Eftersom platsen ligger på vägen till Stockton, blev den också betydelsefull för godsfrakten i området.
Platsen namngavs efter svenska sångerskan Jenny Lind, det finns flera olika historier hur det kommer sig.
Platsen finns i dag registrerad som California Historical Landmark #266.
Ett postkontor fanns i Jenny Lind från 1857 till 1944, och återigen från 1947 till 1951.